# Zulfu Adigozalov
Zulfu Adigozalov (en azerí:Zülfü Adıgözəlov;Şuşa, 1898-Bakú, 31 de mayo de 1963) fue cantante de mugam de Azerbaiyán, Artista de Honor de la RSS de Azerbaiyán. Él fue padre del compositor Vasif Adigozalov y violinista Rauf Adigozalov y  abuelo del director de orquesta Yalchin Adigozalov.

## Biografía
Zulfu Adigozelov nació en Şuşa en 1898. Jabbar Garyaghdioglu invitó al cantante a Bakú. Él interpretó en el Teatro de Ópera y Ballet Académico Estatal de Azerbaiyán en las óperas de mugam. Desde 1936 fue solista de la Filarmónica Estatal de Azerbaiyán. Zulfu Adigozalov el título “Artista del Pueblo de la RSS de Azerbaiyán” en 1943. 
Zulfu Adigozalov murió el 31 de mayo de 1963 en Bakú.

## Filmografía
- 1938 – “Bakuenses”
- 1941 – “Sebuhi”

## Premios y títulos
- Artista de Honor de la RSS de Azerbaiyán (1943)